# Andrei Spirin
Andrei Aleksandrovich Spirin (tiếng Nga: Андрей Александрович Спирин; sinh ngày 3 tháng 3 năm 1985) là một cầu thủ bóng đá người Nga thi đấu cho FC Kolomna.

## Sự nghiệp câu lạc bộ
Anh có màn ra mắt tại Giải bóng đá chuyên nghiệp quốc gia Nga cho FC Kolomna ngày 10 tháng 4 năm 2015 trong trận đấu với FC Strogino Moskva.